# Reformierte Kirche Churwalden

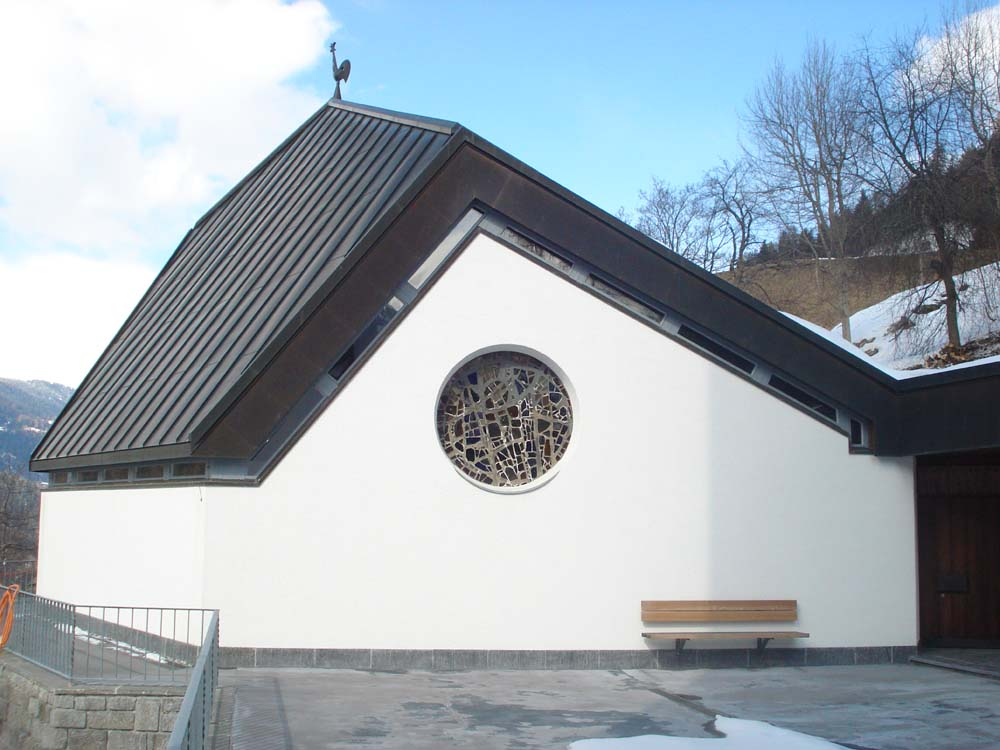
Aussenansicht des Kirchengebäudes

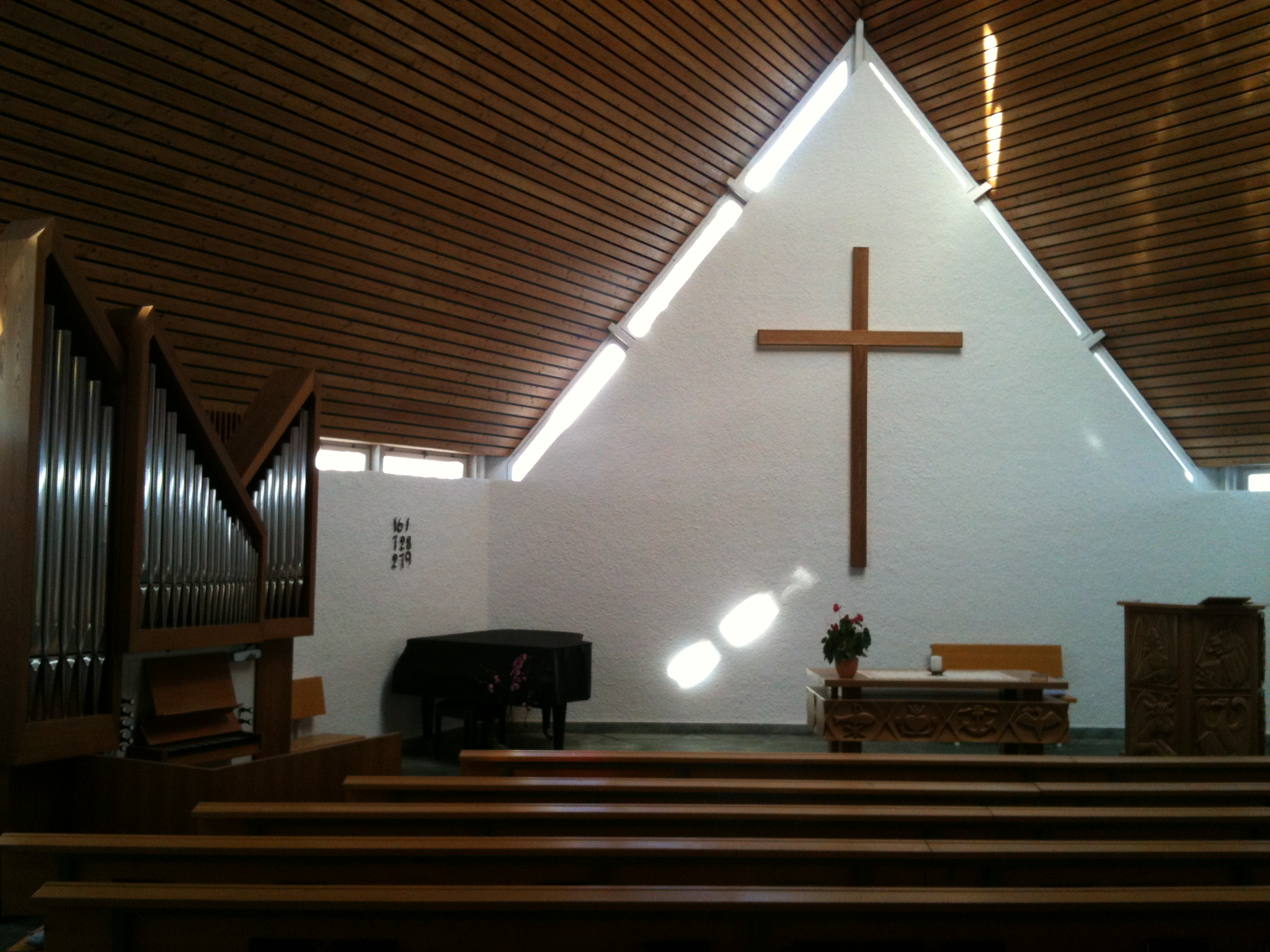
Innenansicht

Die reformierte Kirche (auch gebräuchlich evangelische Kirche) in Churwalden im Churwaldnertal ist ein evangelisch-reformiertes Gotteshaus unter dem Denkmalschutz des Kantons Graubünden. Sie steht am Osthang des Tales in der Dorfmitte und wurde 2008/09 letztmals restauriert.

## Geschichte
Die Kirche löste als ambitionierter Neubau, der einen asymmetrischen sechseckigen Bergkristall symbolisiert, im Jahre 1968 die seit der Reformationszeit bestehende Situation ab, dass die ehemalige Klosterkirche St. Maria und Michael als Simultankirche von beiden Konfessionen genutzt wurde.
Der markante Glockenturm steht separat durch eine Piazza vom Kirchengebäude getrennt und beherbergt vier Glocken, deren Klang dem der Klosterkirche als Zeichen der ökumenischen Verbundenheit in einem paritätischen Dorf angepasst wurde.

## Ausstattung
Die kunstvoll geschnitzte Kanzel beinhaltet die Symbole der vier Evangelisten. Der Abendmahlstisch vereinigt in vier Szenen die drei Grundhaltungen aus 1. Korinther 13 Glaube, Liebe und Hoffnung und ergänzt sie durch Friede.
Am 19. September 2010 wurde in einem Festgottesdienst zum Eidgenössischen Dank-, Buss- und Bettag der neue Begegnungsraum unter der Kirche eingeweiht.

## Kirchliche Organisation
Die Evangelisch-reformierte Landeskirche Graubünden führt Churwalden, das mit Parpan in engerer und mit Malix und Lenzerheide in loser Pastorationsgemeinschaft steht, als eigenständige Kirchgemeinde.

## Galerie

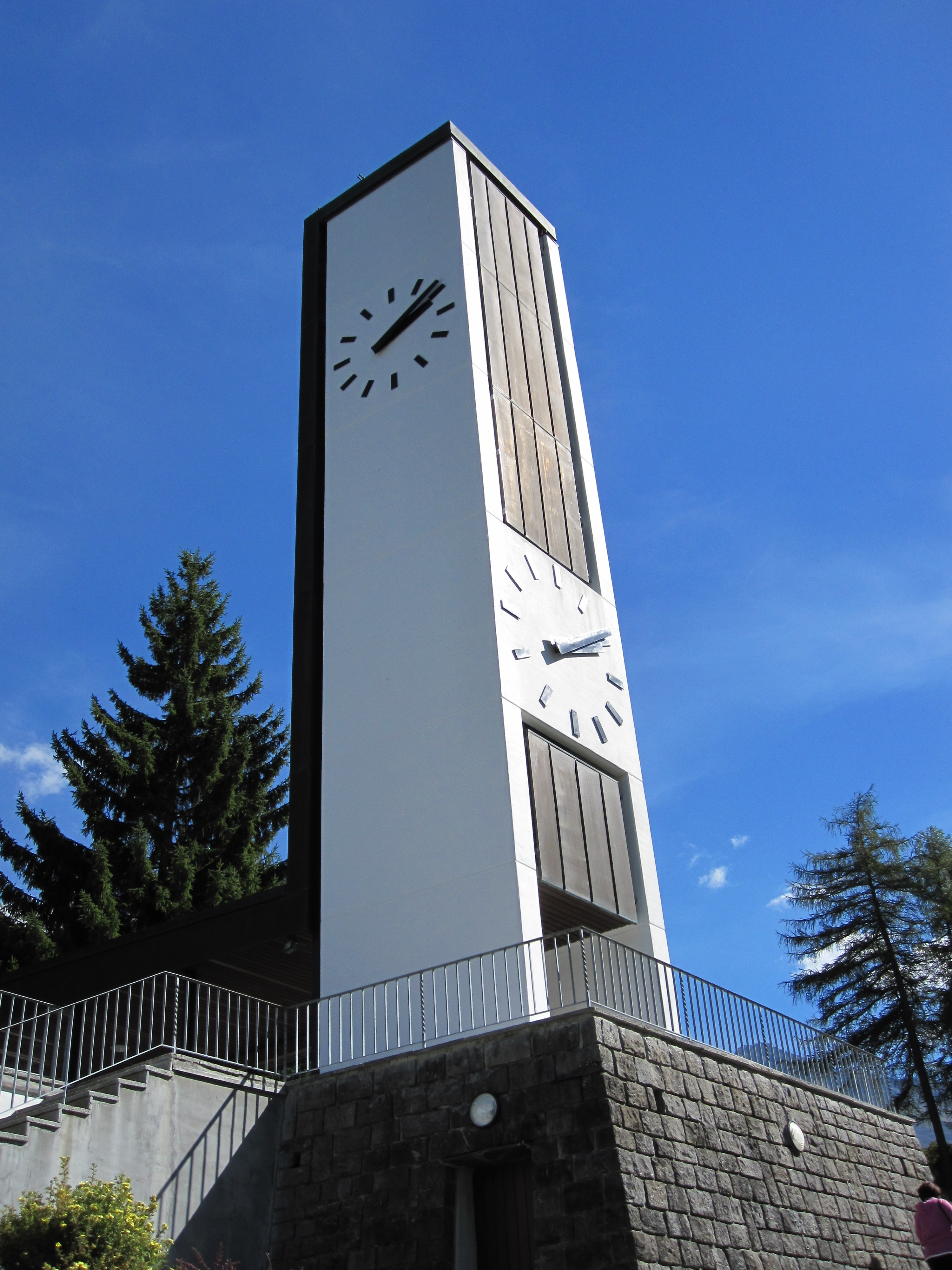
Kirchturm
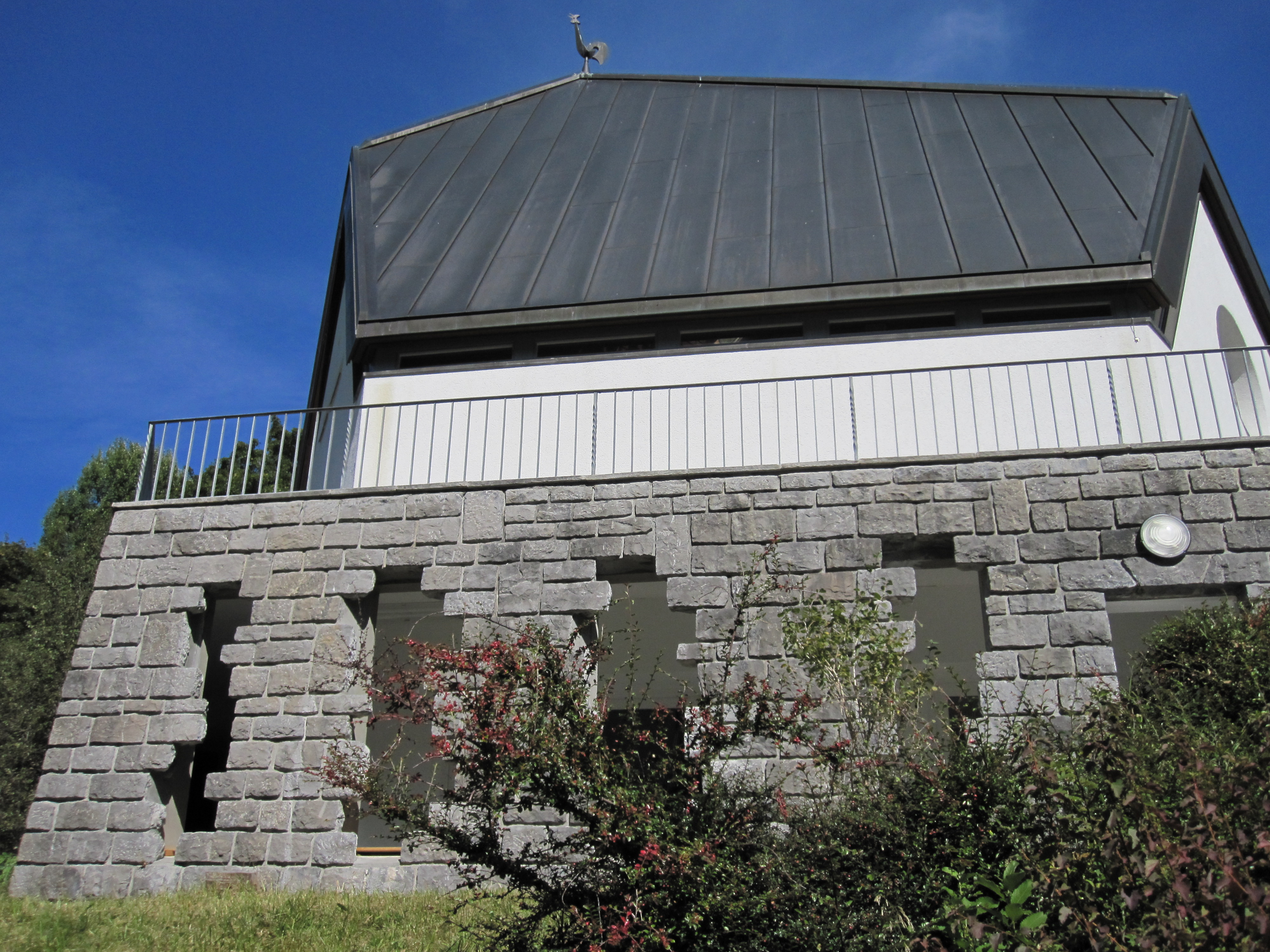
Unter der Kirche der Bereich des Begegnungsraums
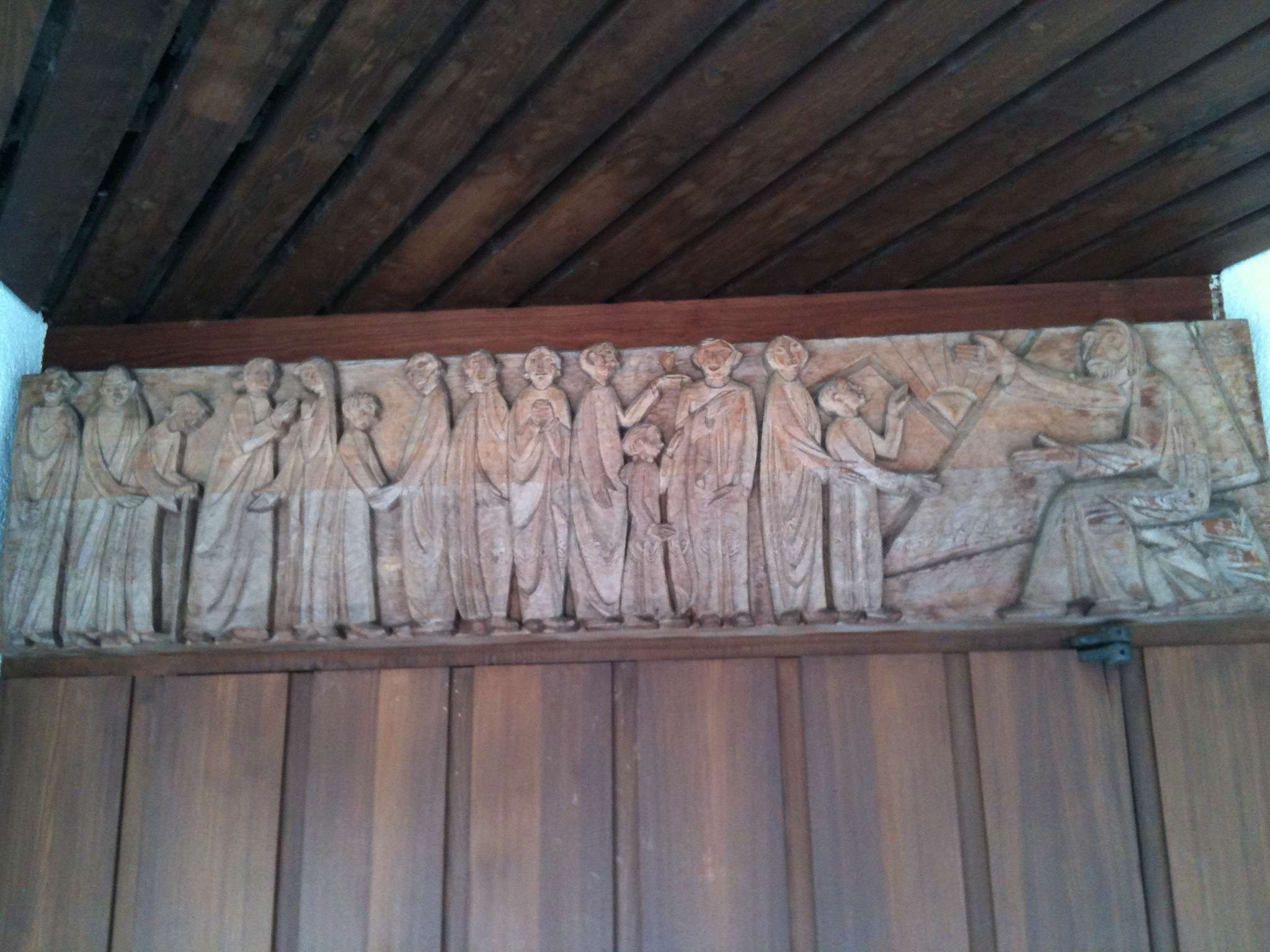
Über dem Eingang: holzgeschnitzte Szene des segnenden Jesus
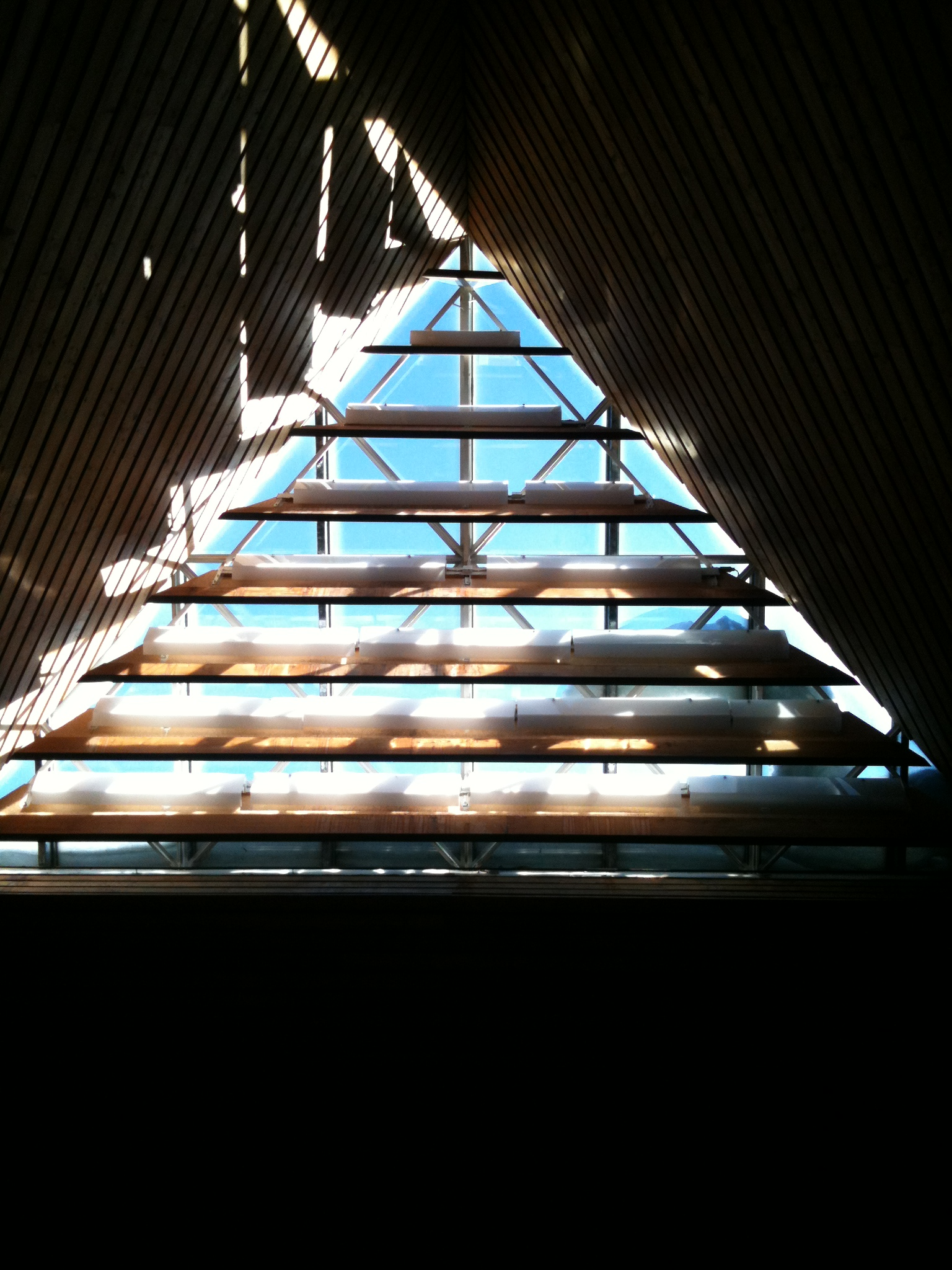
Deckenkonstruktion mit Oberlichtern
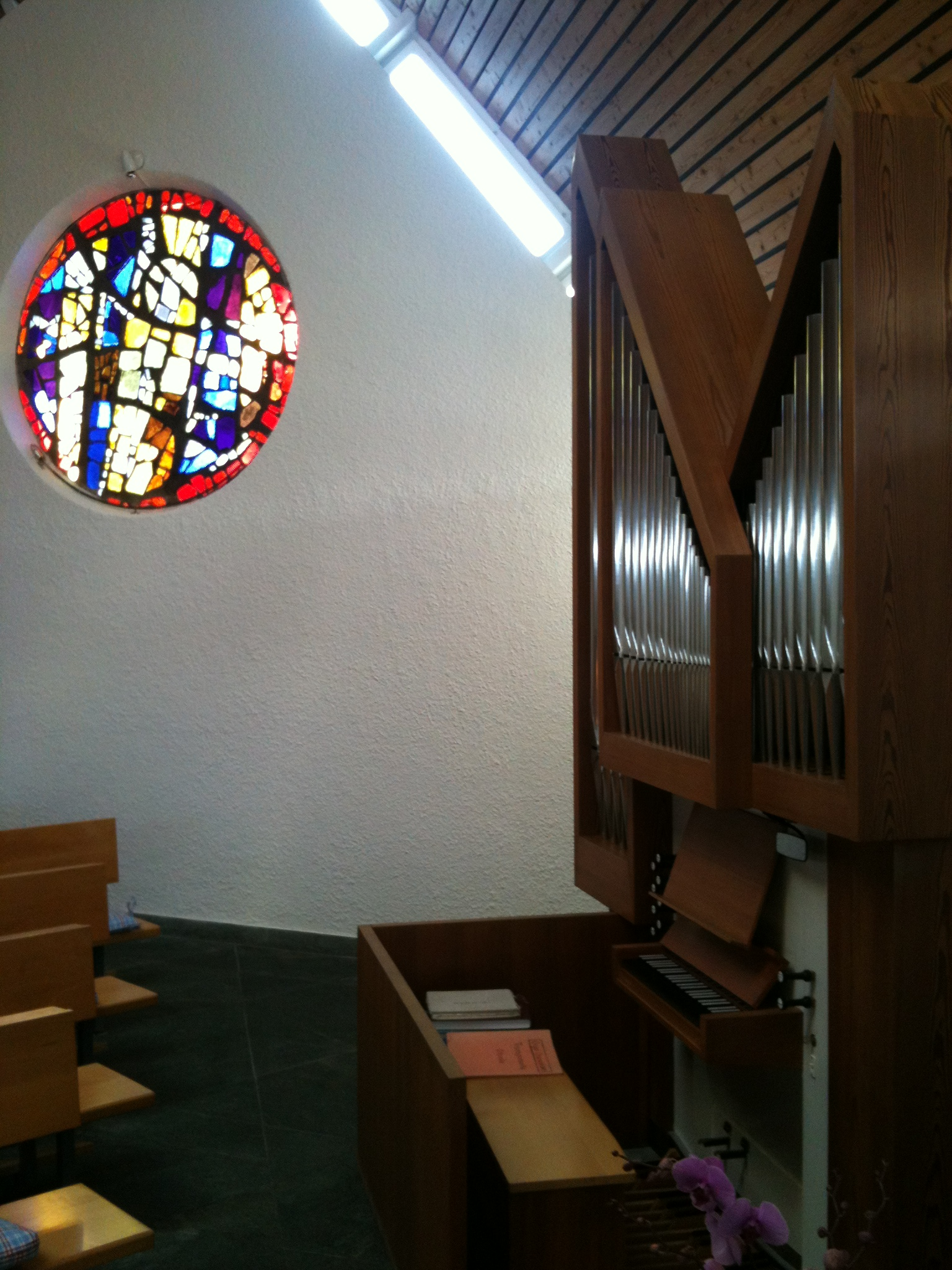
Orgel und Glasfenster